# Lepiota

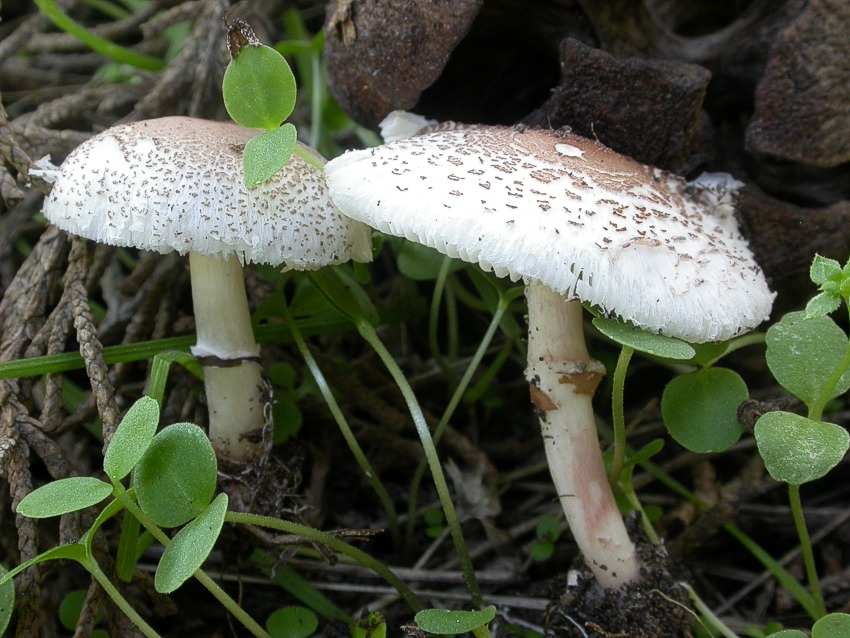
Czubajeczka liliowa

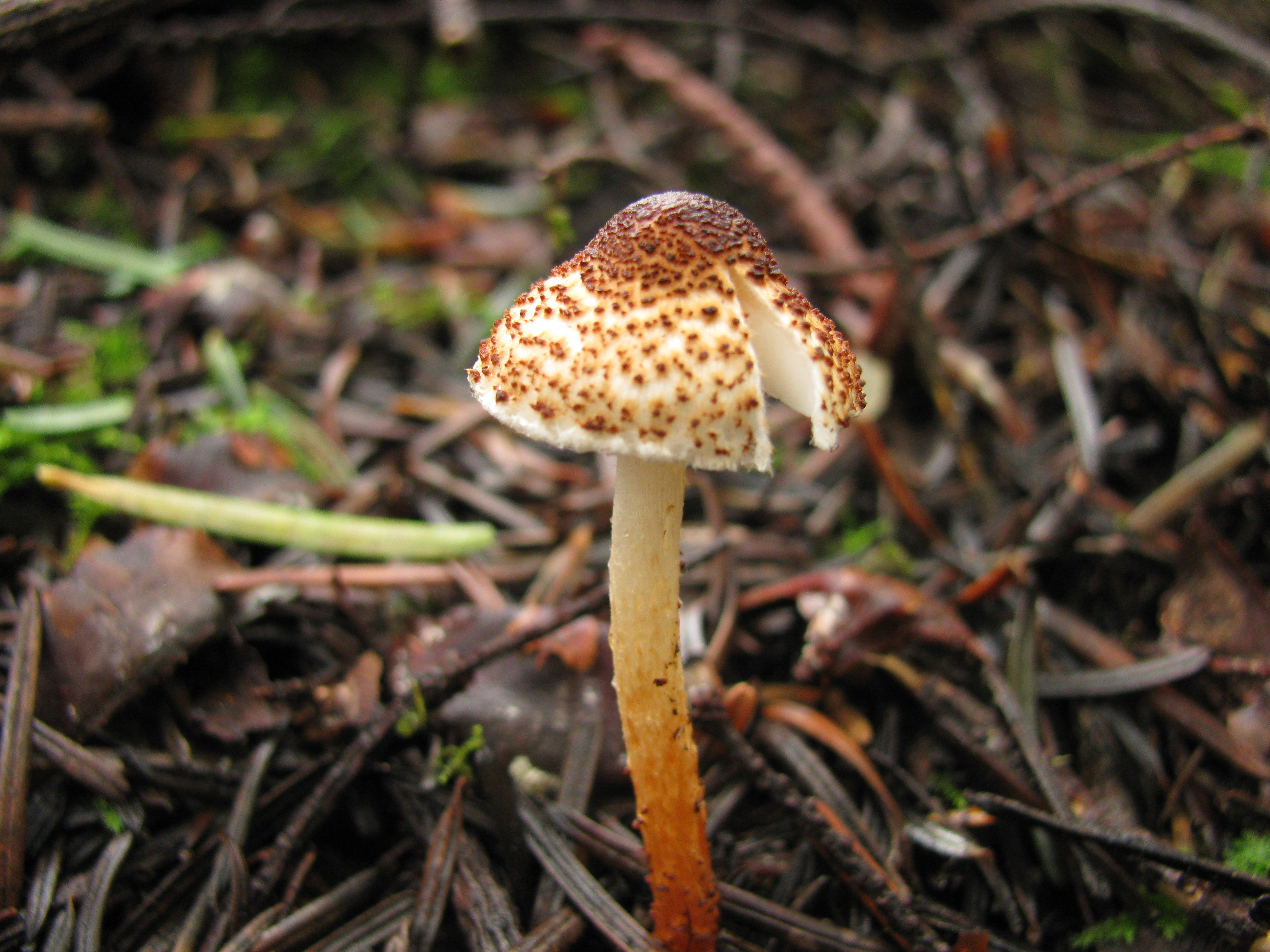
Czubajeczka kasztanowata

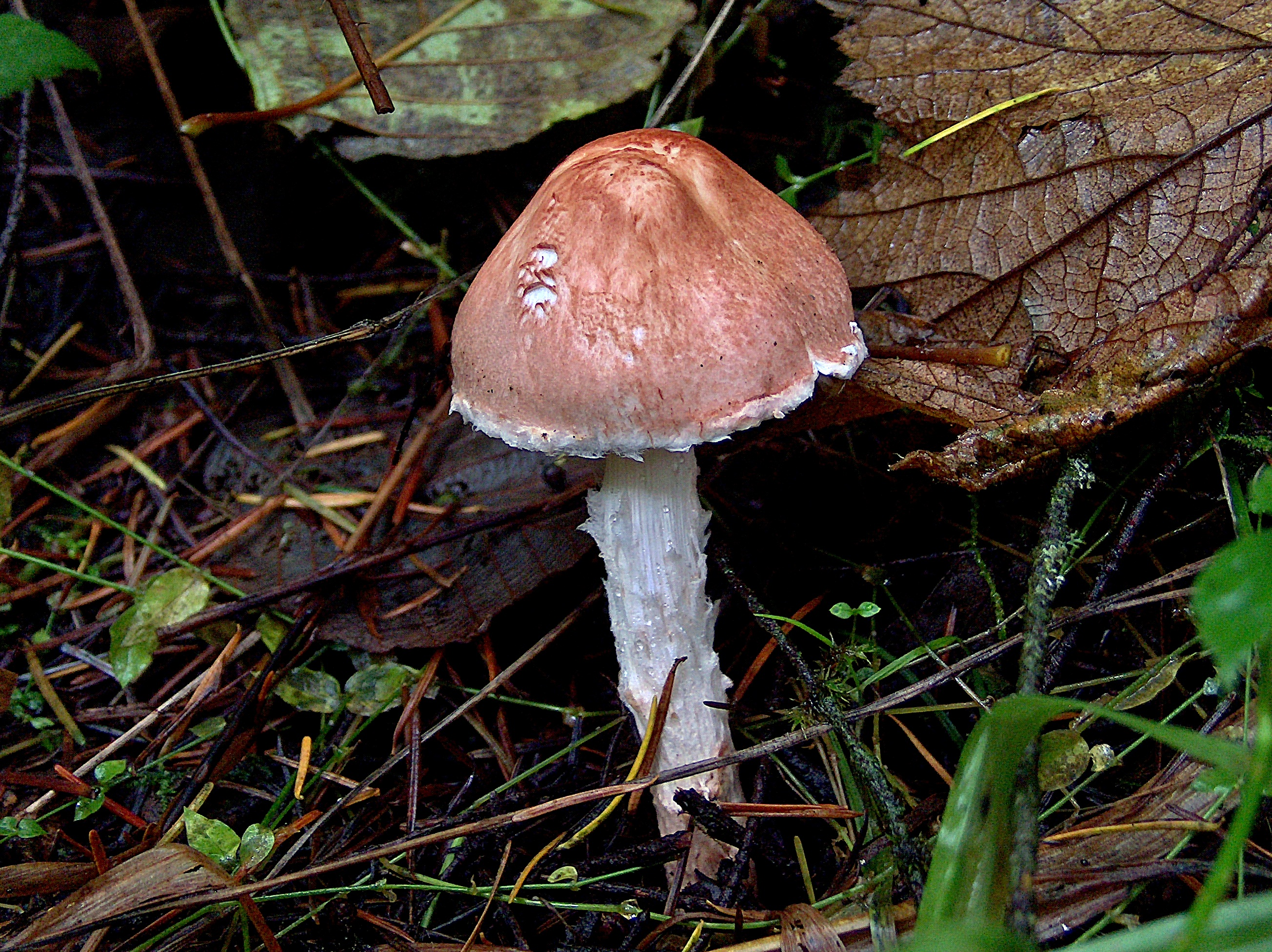
Czubajeczka różowawa

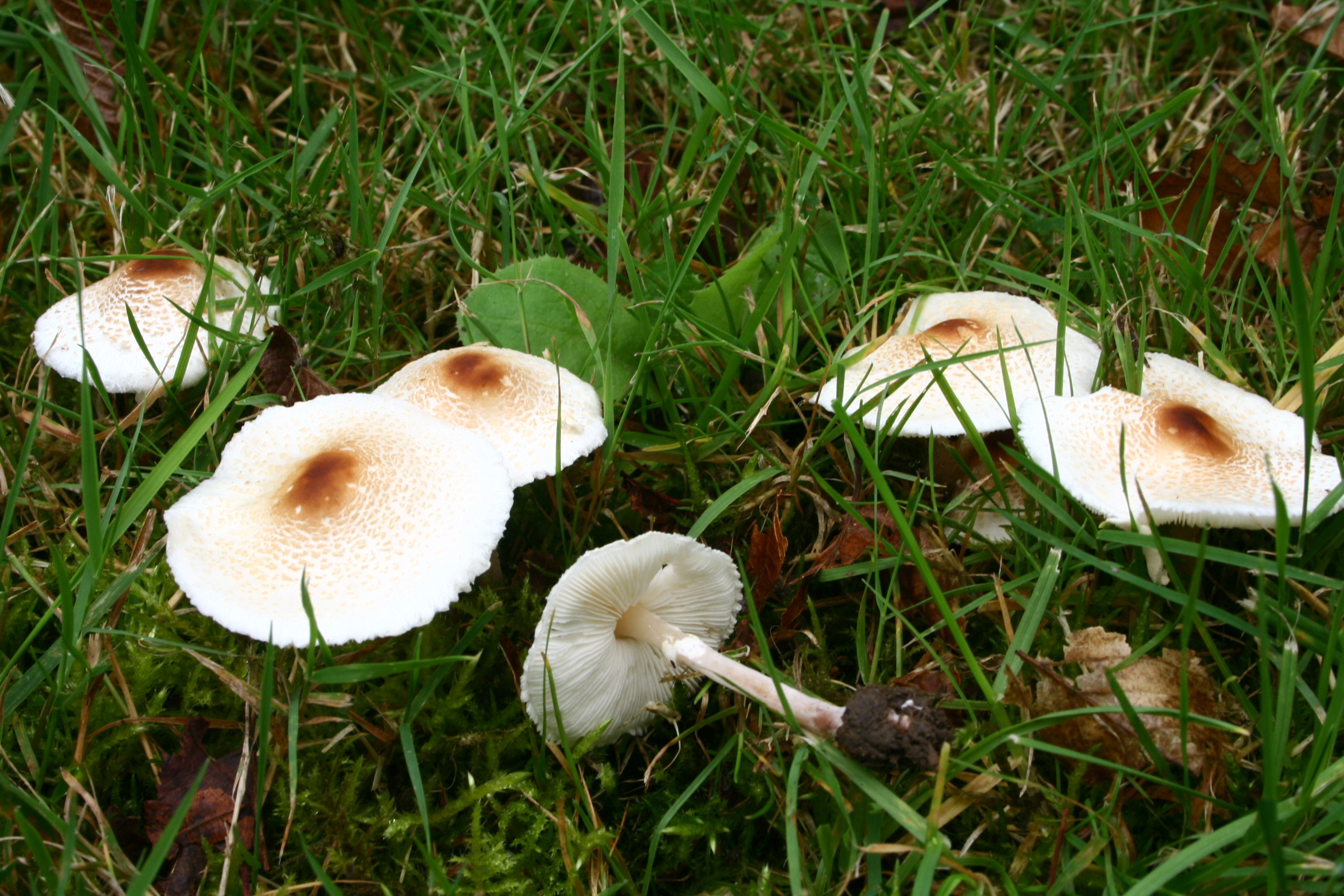
Czubajeczka cuchnąca

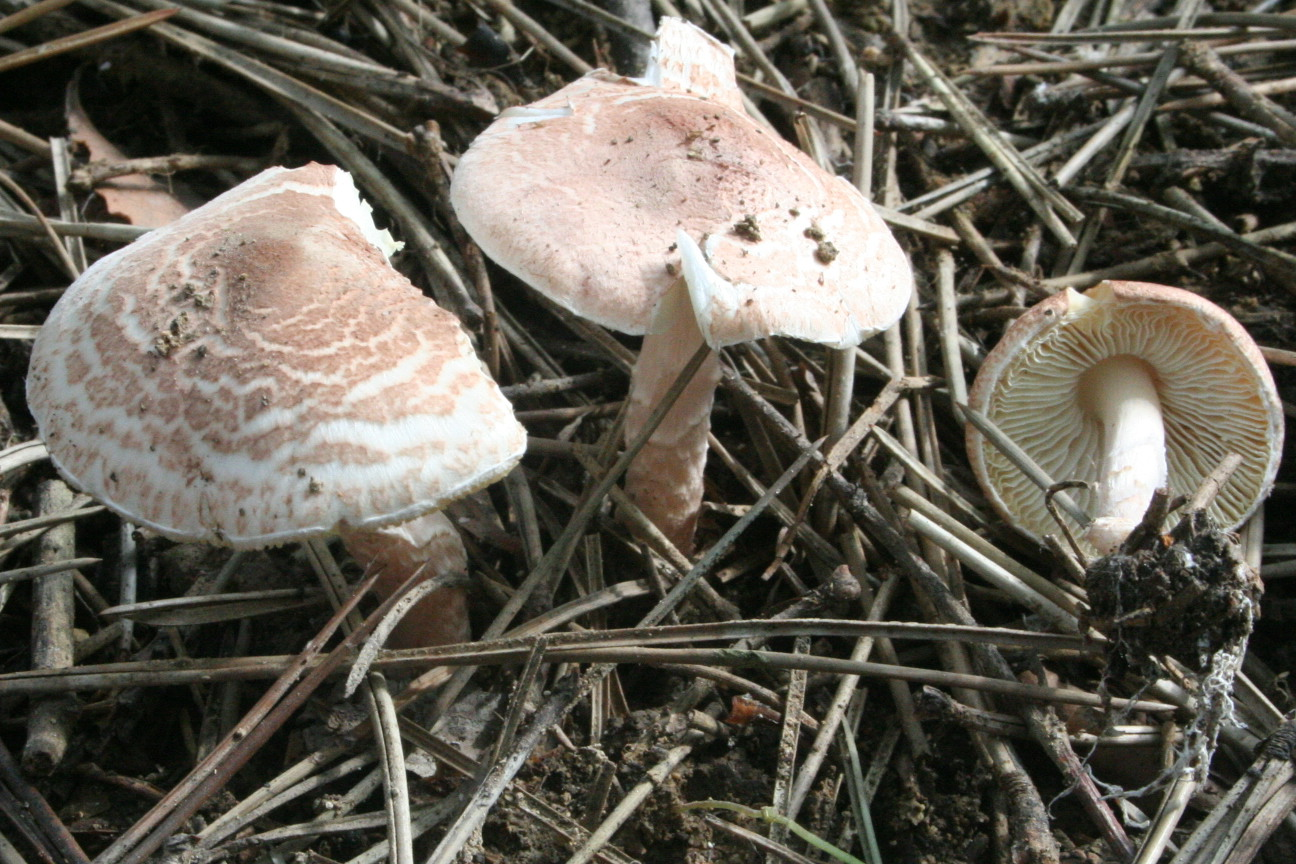
Czubajeczka brązowoczerwonawa

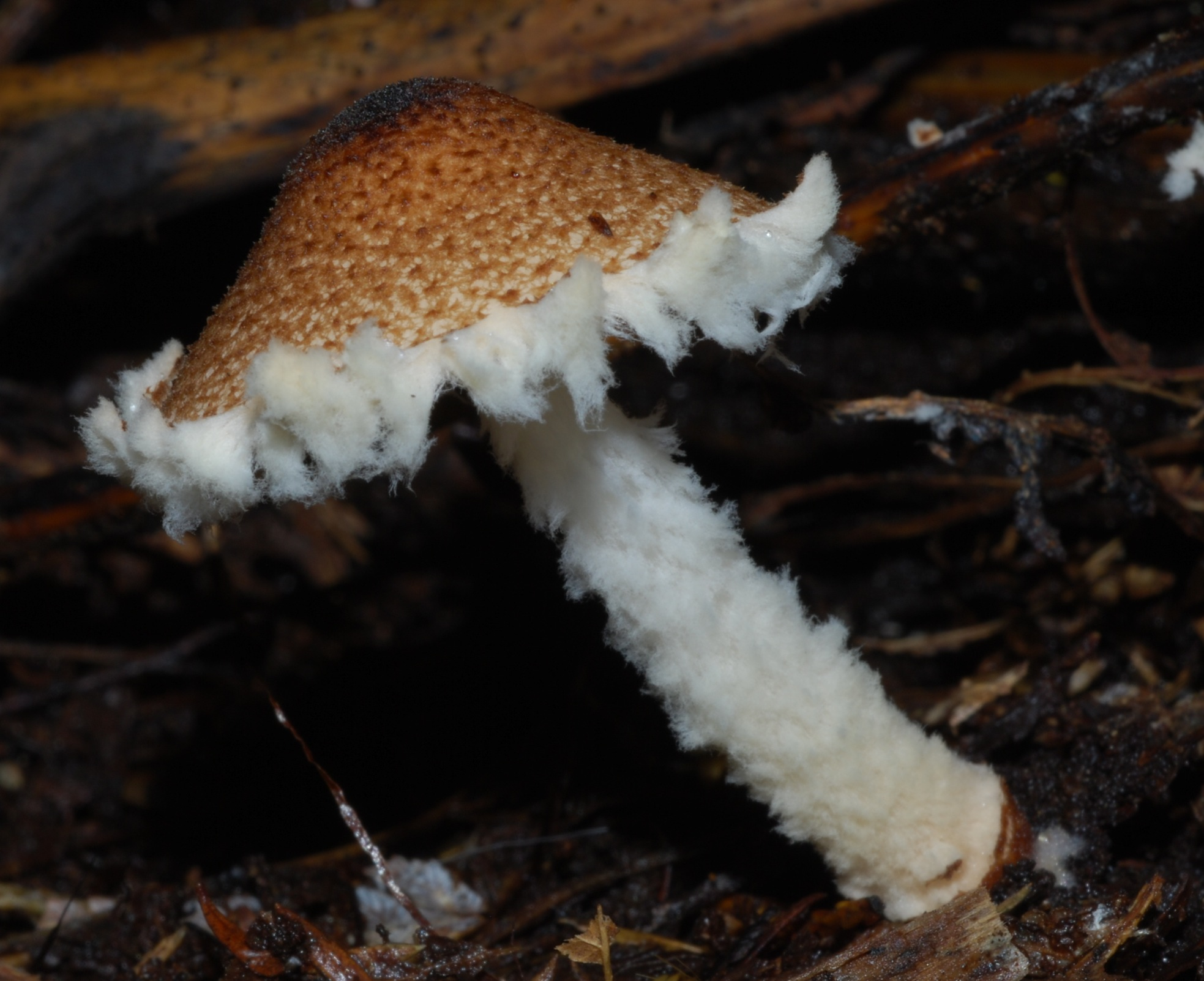
Czubajeczka brzuchatozarodnikowa

Lepiota (Pers.) Gray (czubajeczka) – rodzaj grzybów z rodziny pieczarkowatych.

## Cechy charakterystyczne
Do rodzaju Lepiota należy około 400 gatunków grzybów saprotroficznych. Są szeroko rozprzestrzenione od strefy tropikalnej po strefę umiarkowaną. Kapelusze łuskowate, kosmkowate lub wełniaste. Blaszki białe lub jasno zabarwione, wolne. Trzony ze skórkowatym, nieruchomym pierścieniem lub kolorowymi paskami. Wysyp zarodników biały, dekstrynoidalny. Zarodniki eliptyczne, wrzecionowate lub z ostrogą, gładkie, bez pory rostkowej, trama blaszek regularna.
Wszystkie gatunki są trujące, lub podejrzane o trujące własności. Niektóre gatunki wywołują zatrucia śmiertelne.

## Systematyka i nazewnictwo
Pozycja w klasyfikacji:
Agaricaceae, Agaricales, Agaricomycetidae, Agaricomycetes, Agaricomycotina, Basidiomycota, Fungi (według Index Fungorum).
Synonimy naukowe:

- Agaricus sect. Lepiota Pers.
- Cystolepiota subgen. Echinoderma Locq. ex Bon
- Echinoderma (Locq. ex Bon) Bon, Fusispora Fayod
- Lepidotus Clem.
- Lepiota subgen. Lepiotula Maire
- Lepiotula (Maire) Locq. ex E. Horak
- Morobia E. Horak[5].

Polską nazwę podał Władysław Wojewoda w 1987 r. W polskim piśmiennictwie mykologicznym rodzaj ten opisywany był też jako bedłka, czubajka i stroszka.
Gatunki występujące w Polsce:
- Lepiota angustispora (Migl. & Bizzi) Hauskn. & Pidlich-Aigner 2005[7]
- Lepiota apatelia Vellinga & Huijser 1999[7]
- Lepiota boudieri Bres. 1881 – czubajeczka brązowożółta[8]
- Lepiota brunneoincarnata Chodat & C. Martín 1889 – czubajeczka brązowoczerwonawa
- Lepiota carpatica (M.M. Moser) M.M. Moser 1983 – czubajeczka karpacka
- Lepiota castanea Quél. 1881 – czubajeczka kasztanowata
- Lepiota cingulum Kelderman 1994[7]
- Lepiota clypeolaria (Bull.) P. Kumm. 1871 – czubajeczka tarczowata
- Lepiota cortinarius J.E. Lange 1915[7]
- Lepiota coxheadii P.D. Orton 1984[7]
- Lepiota cristata (Bolton) P. Kumm. 1871 – czubajeczka cuchnąca
- Lepiota echinella Quél. & G.E. Bernard 1888 – czubajeczka szczeciniastołuskowata[9]
- Lepiota elaiophylla Vellinga & Huijser 1998[10]
- Lepiota erminea (Fr.) Gillet 1874 – czubajeczka rzodkiewkowata
- Lepiota felina (Pers.) P. Karst. 1879 – czubajeczka czarnołuskowa
- Lepiota forquignonii Quél. 1885[7]
- Lepiota fuscovinacea F.H. Møller & J.E. Lange 1940 – czubajeczka winna
- Lepiota grangei (Eyre) J.E. Lange 1935 – czubajeczka niebieskozielonawa
- Lepiota griseovirens Maire 1928 – czubajeczka szarozielonawa
- Lepiota helveola Bres. 1882[7]
- Lepiota hymenoderma D.A. Reid 1966[7]
- Lepiota ignivolvata Bousset & Joss. ex Joss. 1990 – czubajeczka czerwonopochwowa
- Lepiota lepida Guinb. & M. Bodin 1994[7]
- Lepiota lilacea Bres. 1892 – czubajeczka liliowa
- Lepiota magnispora Murrill 1912 – czubajeczka brzuchatozarodnikowa[11]
- Lepiota ochraceofulva P.D. Orton 1960 – czubajeczka rdzawobrązowa
- Lepiota oreadiformis Velen. 1920 – czubajeczka łysiejąca
- Lepiota pallida Locq. 1945 – czubajeczka drobna
- Lepiota parvannulata (Lasch) Gillet 1874 – czubajeczka drobnopierścieniowa
- Lepiota phlyctaenodes (Berk. & Broome) Sacc. 1887
- Lepiota pilodes Vellinga & Huijser 1993[7]
- Lepiota pseudoasperula (Knudsen) Knudsen 1980[7]
- Lepiota pseudofelina J.E. Lange 1940 – czubajeczka orzechowa
- Lepiota pseudolilacea Huijsman 1947 – czubajeczka różowobrązowa[12]
- Lepiota recondita Tatti, Huijser & Vizzini 2019[10]
- Lepiota rufipes Morgan 1906[7]
- Lepiota subalba Kühner ex P.D. Orton 1960 – czubajeczka białokremowa
- Lepiota subgracilis Wasser 1978 – czubajeczka ziarnistołuskowata
- Lepiota subincarnata J.E. Lange 1940 – czubajeczka różowawa
- Lepiota tomentella J.E. Lange 1923 – czubajeczka zamszowata

Nazwy naukowe na podstawie Index Fungorum. Wykaz gatunków i nazwy polskie według Władysława Wojewody i innych.